# رينيه باديلا
رينيه باديلا (12 أكتوبر 1932 - 27 أبريل 2021) كان عالمًا لاهوتيًا إنجيليًا وعالم إرسالية إكوادوري معروف بصياغة مصطلح الإرسالية المتكاملة في السبعينيات للتعبير عن الأولوية المزدوجة للمسيحية في الكرازة والنشاط الاجتماعي. شاع هذا المصطلح في التبشير في أمريكا اللاتينية من خلال الزمالة اللاهوتية لأمريكا اللاتينية ومن خلال مؤتمر لوزان الإنجيلي العالمي لعام 1974.

## الحياة
ولد باديلا لعائلة فقيرة في كيتو، الإكوادور في عام 1932. بسبب الكساد الكبير انتقلت عائلته عندما كان في الثانية من عمره إلى كولومبيا، حيث كبر. حصل لاحقًا على بكالوريوس في الفلسفة وماجستير في اللاهوت من كلية ويتون، قبل أن ينهي درجة الدكتوراه في العهد الجديد من جامعة مانشستر، تحت إشراف ف.ف.بروس.
أكد تعليمه وخبراته مع زمالة إنترفاريستي المسيحية، أسس باديلا الإنجيلية والأولوية التي وضعها على النهج التاريخي النقدي للتأويل. في عام 1959 تم تعيين باديلا سكرتيرًا متجولًا في أمريكا اللاتينية للزمالة الدولية للطلاب الإنجيليين. في عمله مع الجامعات في جميع أنحاء فنزويلا وكولومبيا وبيرو والإكوادور واجه باديلا سياقًا اجتماعيًا سياسيًا متوترًا. كان الطلاب منغمسين في الكتابات الماركسية وتصدوا لإمكانية الثورة. كان هذا هو السياق الذي أنتج ليس فقط لاهوت التحرر الكاثوليكي، ولكن أيضًا تحدّى باديلا لتطوير لاهوت اجتماعي إنجيلي جديد أطلق عليه فيما بعد «الإرسالية المتكاملة».
جلب باديلا أفكاره إلى المسرح العالمي في مؤتمر لوزان عام 1974. كان لهذا تأثير كبير على طبيعة الكرازة العالمية والأولوية المتزايدة للإنجيليين في كل من النشاط الاجتماعي.
حصل باديلا على درجة الدكتوراه الفخرية في اللاهوت من كلية ويتون في عام 1992. أصبح الرئيس الدولي لشركة صندوق تير في عام 1996، مع رئيسة المملكة المتحدة إيلين ستوركي.
كان والده اللاهوتي روث باديلا ديبورست.
توفي رينيه باديلا في 27 أبريل 2021 عن عمر يناهز 88 عامًا.